# Rua Fonte das Sete Bicas
A Rua Fonte das Sete Bicas é um arruamento na cidade da Senhora da Hora, no Município de Matosinhos, em Portugal.
Nesta rua situa-se a Estação Sete Bicas do Metro do Porto e o Instituto CUF-Porto.